# Sony Music Latin
Sony Music Entertainment US Latin LLC o també coneguda com Sony Music Latin (SML) és una divisió i propietat de Sony Music Entertainment, la segona de les tres grans companyies discogràfiques que dominen el mercat del món de la música. Al mateix temps està integrada per un conjunt de diverses companyies discogràfiques menors.

## Llista de discogràfiques de Sony Music
- Carbon Fiber Music
- White Lion Records
- Hear This Music
- YT Rocket
- Costa Norte Records
- Ace Entertaiment
- Rimas Entertainment
- Solo Music
- Ariola
- Altea Music Latin
- Bingo Records
- BMG Classics
- Pina Records
- BMG Heritage
- BMG International Companies
- Columbia Records
- D-mode Company
- The Orchard Music
- Epic Records
- LaFace Records
- Legacy Recordings
- La Industria INC
- Tocka Discos
- Pop Art Discos
- RCA Music Group
  - Arista/J Records
  - Altea Music México
  - RCA Records
- RCA Victor Group
- RLG-Nashville
  - Arista Nashville
  - BNA Records
  - Provident Label Group
    - Beach Street Records
    - Flicker Records
    - Benson Records
    - Brentwood Records
    - Essential Records
    - Praise Hymn Music Group
    - Reunion Records

  - RCA Nashville
- Sony Classical Records
- Sony Music International
- Sony Music Nashville
- Sony Wonder
- Sony Urban Music
- Soy Rock
- Zomba Music Group
  - Epidemic Records
  - Jive Records
  - Music for Nations Records
  - Pinacle Records
  - Rough Trade Records
  - Silvertone Records
  - So So Def Records
  - Verity Records
  - Volcano Records
  - Wind-Up
- VP Records
- Jenni Rivera Entreprises